# Dietrich von Hildebrand
Dietrich von Hildebrand (ur. 12 października 1889 we Florencji, zm. 26 stycznia 1977 w New Rochelle, Nowy Jork) – niemiecki filozof i teolog katolicki pochodzenia żydowskiego, profesor na Uniwersytecie Monachijskim i na Fordham University. Zwany przez papieża Piusa XII „XX-wiecznym Doktorem Kościoła”, przez Benedykta XVI „jedną z najwybitniejszych postaci naszych czasów”, a wicekanclerza III Rzeszy Franza von Papena „wrogiem numer jeden narodowego socjalizmu”.

## Życiorys
Urodził się i dorastał we Florencji w zeświecczonej rodzinie protestanckiej pochodzenia niemieckiego, wraz ze starszym rodzeństwem: pięcioma siostrami, Evą, Elizabeth, Irene, Sylvie i Bertel oraz przyrodnim bratem z pierwszego małżeństwa matki, Alfredem Hildebrand-Koppel. Jego dziadek, Bruno Hildebrand, był profesorem ekonomii w Marburgu i jako pierwszy obnażył błąd istoty teorii ekonomicznych Karola Marksa. Bruno za swoje przekonania został oskarżony o zdradę stanu oraz skazany na karę śmierci, której uniknął, zbiegając do Szwajcarii. Ojciec Dietricha Adolf von Hildebrand był rzeźbiarzem, który w roku 1904 otrzymał tytuł szlachecki, a w roku 1917 tytuł Ekscelencji. Zarówno on, jak i żona Irene (choć była wielką admiratorką etyki Kanta) i ich córki nie przejawiali żadnych poważnych zainteresowań wiarą. Wartości estetyczne uważali za najważniejsze. Oficjalnie byli protestantami, ale nigdy nie uczestniczyli w nabożeństwach ani nie rozważali żadnych spraw religijnych. Dietricha martwił relatywizm etyczny, skłonność do panteizmu oraz moralna nieświadomość ojca. Adolf do końca życia był osobą, która nie odnalazła pełni wiary, ale z wielkim szacunkiem podchodził do życia. Zdecydowanie odrzucał stosowanie sztucznej kontroli urodzeń, ponieważ uważał, że „ingerowanie w tajemnice natury byłoby czymś wstrętnym”.
Dom rodzinny rozwinął w Dietrichu umiłowanie do literatury i muzyki. Był zauroczony sonatami Beethovena i Mozarta wykonywanymi przez siostry i muzyką kameralną, którą jego ojciec grywał z przyjaciółmi. Razem z matką Irene czytał dzieła Homera, Platona, Goethego i Schillera. W szkole był uczniem zdolnym i nad wiek rozwiniętym, lecz zawsze ważniejsze od nauki było dla niego życie osobiste i religijne.
Sam Dietrich od wczesnego dzieciństwa był osobą wierzącą. W wieku lat pięciu powiedział swojej sceptycznej siostrze: „Ja tobie przysięgam, że Chrystus jest Bogiem”. Nie znosił ludzi, którzy lekceważyli religię lub się z niej naśmiewali. Później stwierdził, że ów brak szacunku sprawia, że „umysł staje się ślepy, serce ociężałe, a stan ten dusi w zarodku jakąkolwiek odpowiedź na wartość”. Mając sześć lat, Dietrich został ochrzczony przez protestanckiego pastora.
W roku 1912 w protestanckim zborze poślubił Margarete Gretchen Denck, z którą miał syna Franza i obronił pracę doktorską o temacie Natura działania moralnego, na której okładce Edmund Husserl napisał „wspaniała praca”.
Nawrócił się wraz z żoną na katolicyzm w 1914 roku i od tego czasu aż do śmierci codziennie przyjmował Komunię Świętą. Początkowa reakcja jego otoczenia na zmianę wiary była bardzo negatywna. Rodzice i dwaj szwagrowie odmówili wszelkiego kontaktu z nim, a Husserl stwierdził, że „filozofia straciła wielki talent: Dietrich von Hildebrand został rzymskim katolikiem” i po nawróceniu Dietricha prawie w ogóle się z nim nie kontaktował. Z czasem otoczenie Dietricha zmieniło swój stosunek do katolicyzmu. Aż na początku lat dwudziestych wszystkie dzieci Adolfa von Hildebranda, trzech jego zięciów i jego synowa wstąpili do Kościoła. Ogółem za życia Dietricha ponad stu jego przyjaciół i znajomych zostało katolikami.
Na przekonania Dietricha znacznie wpłynął Max Scheler. Katolickie poglądy Schelera przekonały Dietricha, że Kościół otrzymał i zachował pełnię Prawdy objawionej. Scheler zmodyfikował również poglądy polityczne Hildebranda. Początkowo Dietrich pod wpływem swojego prywatnego nauczyciela Aloisa Fischera, który żył w biedzie, solidaryzował się z socjalizmem. Lecz Scheler uświadomił swojemu uczniowi niebezpieczeństwo ziemskiego mesjanizmu i możliwość potrzebnej przemiany tylko przez uświęcenie każdej indywidualnej osoby, która może nastąpić dzięki łasce udzielanej za pośrednictwem Kościoła.
Na początku I wojny światowej pracował w jednostce Czerwonego Krzyża jako asystent lekarza, a pod koniec w roku 1918 gdy nie zezwolono na przedłużenie pełnienia tej funkcji ku swojej rozpaczy został zaciągnięty do armii. Otrzymał pozwolenie na przerwanie swojego pobytu w armii, gdy otrzymał list informujący o przyjęciu jego pracy habilitacyjnej i że musi pojechać do Monachium, aby zdać egzamin. Obronił pracę habilitacyjną o temacie Moralność i poznanie wartości etycznych i po wygłoszeniu wykładu o istocie kary, po którym gratulowano mu, że „miał odwagę wspomnieć imię Boże”, oficjalnie dołączył do kadry uniwersyteckiej w Monachium.
Po I wojnie światowej był zaniepokojony rewolucją listopadową, w wyniku której abdykował Wilhelm II Hohenzollern. Hildebrand utrzymywał bliskie relacje z rodziną cesarską. Był gorliwym monarchistą i zwolennikiem cesarza Karola, którego uważał za świętego.
W roku 1919 Hildebrand złożył wizytę rezydującemu w Zizers Polakowi, generałowi jezuitów, ojcu Włodzimierzowi Ledóchowskiemu. Dietrich stwierdził, że „jest to wyjątkowy człowiek o ponadprzeciętnej inteligencji i potężnej osobowości, który promieniował głębokim życiem duchowym”. Po tym spotkaniu udał się do Saint Moritz, gdzie zachorował na grypę hiszpankę, przez którą był bliski śmierci.
Radykalnie występował przeciw nazizmowi i komunizmowi. Postrzegał oba te systemy jako „bliźniaczych braci w niegodziwości” przejawiających ten sam materializm, to samo ubóstwienie państwa, ten sam totalitaryzm i ten sam ateizm. Twierdził, że jakakolwiek próba stworzenia wspólnoty kosztem pojedynczej osoby byłaby całkowicie błędna i wynikałaby z niezrozumienia natury wspólnoty. Wskazywał na grozę antypersonalizmu i na niezgodność tych ideologii z katolicyzmem, jednocześnie potępiając liberalny indywidualizm. Na antynazistowskie poglądy Dietricha wpłynął profesor, który początkowo kierował jego pracą habilitacyjną Friedrich Wilhelm Foerster. Ten otwierał oczy na niebezpieczeństwa pruskiego militaryzmu i groźbę, jaką kult bezwzględnej siły stanowi dla kręgosłupa moralnego Niemiec. Dietrich znajdował się na czarnej liście nazistów. Donosił na niego bezpośrednio Hitlerowi Franz von Papen.
Uważał, że hierarchowie Kościoła zbyt łagodnie potępiają narodowy socjalizm. Domagał się, aby biskupi w Niemczech bez jakichkolwiek kompromisów sprzeciwili się temu systemowi słowami non possumus, potępili wszystkie zbrodnie i przywrócili anatemę nałożoną na nazizm.
Gdy Hitler doszedł do władzy w 1933 roku, Dietrich wraz z żoną i synem uciekli do Wiednia. Tam, przy wsparciu kanclerza Engelberta Dollfussa, założył i redagował antynazistowski tygodnik Der Christliche Ständestaat, za co został zaocznie skazany na śmierć przez nazistów. Otrzymywał liczne anonimowe listy, które były obelżywe i zawierały pogróżki. Sugerowano w nich nawet, że powinien być powieszony „na swoich własnych jelitach”. Nazistowska propaganda przypisała mu określenie „Żyd Hildebrand”. W roku 1935 został profesorem Uniwersytetu Wiedeńskiego. Podczas jego pierwszego wykładu miała miejsce gwałtowna demonstracja przeciwko jego osobie zorganizowana przez kadrę profesorską nawołującą, aby studenci przyszli z pałkami i pobili niechcianego Hildebranda. Podczas ponad trzydziestu miesięcy pracy Dietricha na uczelni pronazistowscy profesorowie mieli zwyczaj ostentacyjnie odwracać się i odmawiać podania mu ręki.
Gdy Hitler zajął Austrię w 1938 r., Hildebrand ponownie został zmuszony do ucieczki. Spędził jedenaście miesięcy w Szwajcarii, niedaleko Fryburga, do której mógł się udać dzięki dziedzicznemu obywatelstwu uzyskanemu przez dziadka. Potem przeniósł się do Fiac we Francji, niedaleko Tuluzy, gdzie wykładał na Katolickim Uniwersytecie w Tuluzie. Gdy naziści najechali Francję w 1940 roku, zaczął się ukrywać, póki po wielu trudach i bohaterskiej pomocy Francuzów, m.in. Edmonda Micheleta, udało mu się zbiec wraz z żoną, synem i synową do Portugalii. Stamtąd udali się statkiem do Brazylii, a potem w 1940 do Nowego Jorku, gdzie Hildebrand podjął pracę wykładowcy filozofii na prywatnym jezuickim Uniwersytecie Fordham w Rose Hill, Bronx.
Dietrich von Hildebrand był pierwszym katolickim myślicielem, który publicznie bronił encykliki Pawła VI Humanae vitae przed bardzo nieprzychylną prasą.
Hildebrand przeszedł na emeryturę w 1960 i resztę życia spędził na pracy naukowej. Jest autorem kilkudziesięciu książek, napisanych zarówno po angielsku, jak i po niemiecku. Sprzeciwiał się otwarcie wielu sposobom implementacji postanowień II Soboru Watykańskiego, zwłaszcza w kwestii nowego rytu mszy. Z tego powodu promował wartość tradycyjnej mszy świętej i uczestnictwo w niej. Był jednym z założycieli towarzystwa tradycjonalistów katolickich Una Voce America. Zmarł po długiej walce z chorobą. Po śmierci pierwszej żony Margarete Denck (umarła w 1957) od 1959 był żonaty z Alice von Hildebrand (ur. 1923, zm. 2022), która, podobnie jak on, była filozofem i teologiem.

## Publikacje
- Marriage: The Mystery of Faithful Love, 1929.
- Metaphysics of Community, 1930.
- Actual Questions in the Light of Eternity, 1931.
- In Defense of Purity; an Analysis of the Catholic Ideals of Purity and Virginity, Longmans, Green and Co., 1931.
- The Essence of Philosophical Research and Knowledge, 1934.
- Liturgy and Personality, Longmans, 1943.
- Transformation in Christ, Longmans, 1948.
- Christian Ethics, McKay, 1952; wyd. późniejsze: Ethics, Franciscan Herald Press, Chicago 1973, s. 470.
- Fundamental Moral Attitudes, Longmans, 1950.
- The New Tower of Babel, P.J. Kenedy, 1953.
- True Morality and Its Counterfeits, z Alice Jourdain, McKay, 1955.
- Graven Images: Substitutes for True Morality, with Alice M. Jourdain, McKay, 1957.
- Mozart, Beethoven, Schubert, J. Habbel, 1961.
- Not as the World Gives; St. Francis’ Message to Laymen Today, Franciscan Herald Press, 1963.
- The Art of Living, with Alice von Hildebrand, Franciscan Herald Press, 1965.
- Humility: Wellspring of Virtue.
- Love, Marriage, and the Catholic Conscience: Understanding the Church’s Teachings on Birth Control.
- Man and Woman: Love & the Meaning of Intimacy, Franciscan Herald Press, 1966.
- Making Christ’s Peace a Part of Your Life.
- Morality and Situation Ethics, z A. Hildebrand, Franciscan Herald Press, Chicago 1966, s. 191.
- The Trojan Horse in the City of God: The Catholic Crisis Explained, Franciscan Herald Press, 1967.
- The encyclical Humanae vitae, a sign of contradiction; an essay on birth control and Catholic conscience, Franciscan Herald Press, 1969.
- Celibacy and the crisis of faith, Franciscan Herald Press, 1971.
- The Devastated Vineyard, 1973.
- What is Philosophy?, Franciscan Herald Press, 1973.
- Jaws of Death: Gate of Heaven, 1976.
- The Heart: an Analysis of Human and Divine Affectivity, Franciscan Herald Press, 1977.

## Publikacje przetłumaczone na język polski
- Czym jest filozofia?, przeł. P. Mazanka, J. Sidorek, WAM, Kraków 2011, s. 232.
- Koń Trojański w Mieście Boga, Fronda, Warszawa 2013, s. 392.
- Liturgia a osobowość, przeł. M. Grabowska, Wydawnictwo M, Kraków 2014, s. 166.
- Metafizyka wspólnoty, przeł. J. Zychowicz, WAM, Kraków 2012, s. 256.
- Przemienienie w Chrystusie, przeł. J. Zychowicz, Znak, Kraków, 1982, s. 372.
- Serce. Rozważania o uczuciowości ludzkiej i uczuciowości Boga-Człowieka, przeł. J. Koźbiał, W drodze, Poznań 1985, s. 200.
- Spustoszona winnica, Fronda, Warszawa 2013, s. 288.
- Sztuka życia, Klub Książki Katolickiej, 2002.
- Małżeństwo, W drodze, Poznań 2017, ISBN 978-83-7906-132-7.
- Istota miłości, przeł. W. Paluchowski, Fronda, Warszawa 2021, s. 680.